# Сосістрат
Сосістрат — тиран Аграганта з 280 по 276 роки до н. е., тиран Сіракуз з 279 до 277 року до н. е.

## Біографічні відомості
Був нащадком сіракузької родини, яка була вигнана з міста тираном Агафоклом. 280 року він захопив Аграгант, вбивши тирана Фінтія, який невдало воював з Гікетом. Тут протягом року Сосістрат зміцнював свою владу. Скориставшись розбратом у Сіракузах, викликаним вбивством Гікета, Сосістрат спробував захопити Сіракузи. Йому вдалося оволодіти суходільною частиною міста, а на острові Ортігія закріпився інший тиран Фініон.
Водночас карфагеняни почали наступ на грецькі міста Сицилії. Тоді Сосітрат та Фініон звернулися за допомогою до царя Епіру Пірра, який у 279 році швидко захопив Сицилію. Після цього, хоча Сосістрат й називався правителем Сіракуз, фактично він володів Аграгантом та навколишніми поселеннями. Поступово справи Пірра на острові погіршали. Тому, щоб зберегти владу, Сосістрат перейшов на бік Карфагену. Незабаром у 276 році він помер.